# Ficinia ixioides
Ficinia ixioides är en halvgräsart som beskrevs av Christian Gottfried Daniel Nees von Esenbeck. Ficinia ixioides ingår i släktet Ficinia och familjen halvgräs.

## Underarter
Arten delas in i följande underarter:
- F. i. glabra
- F. i. ixioides